# Parafia Wniebowzięcia Najświętszej Maryi Panny w Derewnie
Parafia Wniebowzięcia Najświętszej Maryi Panny w Derewnie – rzymskokatolicka parafia znajdująca się w archidiecezji mińsko-mohylewskiej, w dekanacie stołpeckim, na Białorusi.
Z parafii pochodzi biskup piński Antoni Dziemianko.

## Historia
Kościół powstał w 1590 z fundacji wojewody trockiego Mikołaja Krzysztofa Radziwiłła Sierotki. Parafia początkowo nosiła wezwanie Zwiastowania Najświętszej Maryi Panny.
W czasie II wojny światowej wikary z parafii w Derewnie ks. mjr Mieczysław Suwała ps. Oro służył jako kapelan Zgrupowania Stołpeckiego Armii Krajowej.